# 印度航空245号班机空难
1950年11月3日，由印度孟买飞往英国伦敦的印度航空245号班机（航机名称：Malabar Princess，注册编号：VT-CQP）在执飞孟买—伊斯坦布尔—伦敦航线时，于法国和意大利边境的勃朗峰附近撞地坠毁。机上所有人员，包括8名机组成员及40名乘客全部罹难。机长具有34年机龄。

## 事故

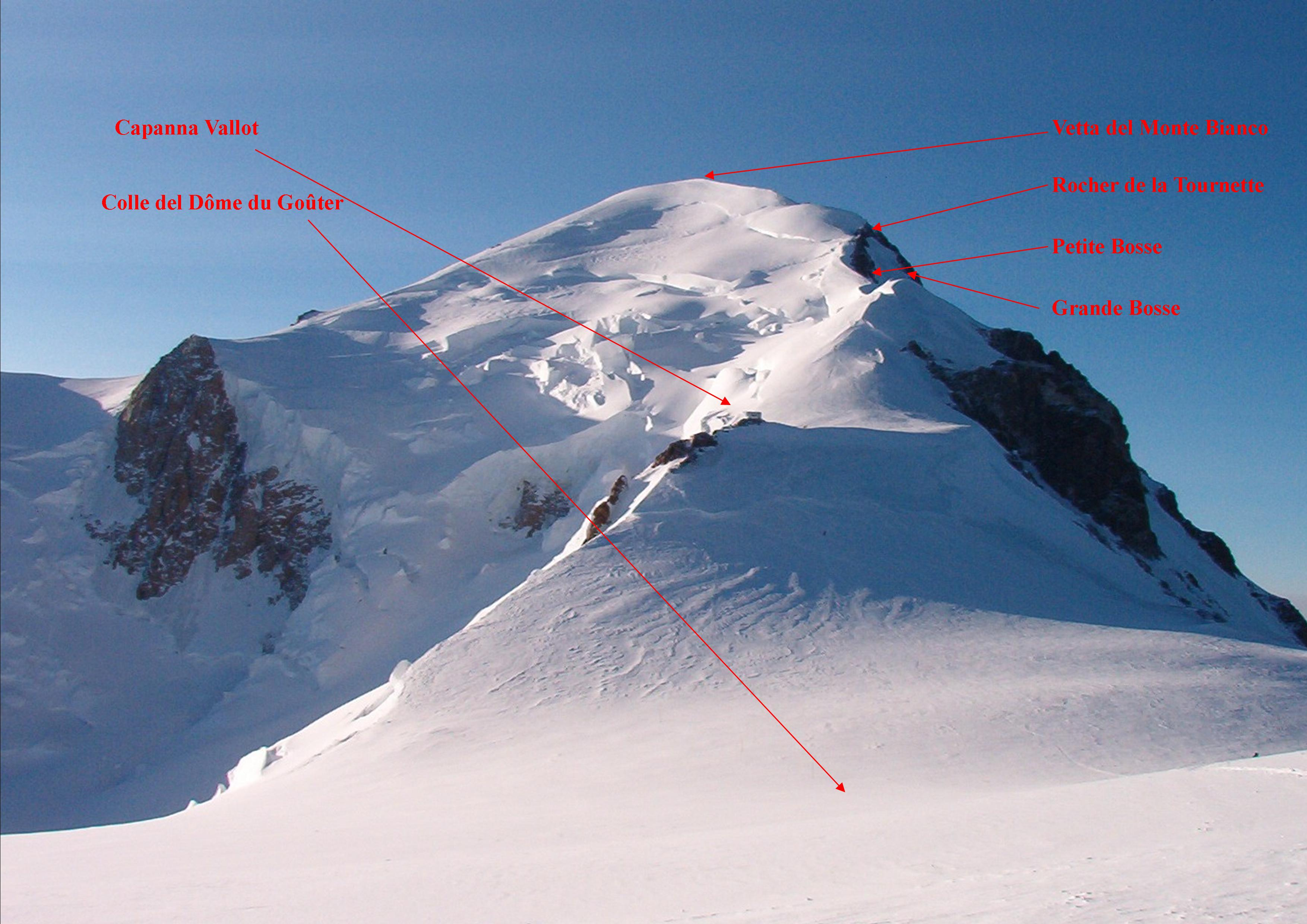
图尔内特岩（Rocher de la Tournette）在勃朗峰的位置

格勒诺布尔和日内瓦的塔台从该航班收到的最后讯息是：“我正在瓦龙上空飞行，高度4,700米”，发送于上午10时43分。之后，飞机在15,344英尺（4,677）的海拔高度上撞击了勃朗峰法国一侧的图尔内特岩。由于天气恶劣，搜救行动不得不被推迟；一架瑞士飞机于11月5日发现了245号航班客机的碎片，搜救队又用了两天时间才找到。飞机上无人生还。
这起事故发生16年后，印度航空101号班机在245号撞山的位置附近失事。
2013年9月，一名登山者在勃朗峰发现了可能为245号或101号班机上所载的首饰。

## 流行文化
- 2004年电影《玛拉巴公主》中，一名男孩在父母外出旅行罹难后被送到法国阿尔卑斯山和外公生活，他和他的朋友一起寻找1950年坠毁在勃朗峰的班机。[7]“玛拉巴公主”正是245号班机的名称。